# 1303
Пізнє Середньовіччя •  Реконкіста •  Ганза •  Монгольська імперія

## Геополітична ситуація
Андронік II Палеолог є імператором Візантійської імперії (до 1328). Королем Німеччини — Альбрехт I Габсбург (до 1308). У Франції править Філіп IV Красивий (до 1314).
Апеннінський півострів розділений: північ належить Священній Римській імперії, середню частину займає Папська область, південь належить Неаполітанському королівству. Деякі міста півночі: Венеція, Піза, Генуя тощо, мають статус міст-республік.
Майже весь Піренейський півострів займають християнські Кастилія (Леон, Астурія, Галісія), Наварра, Арагонське королівство (Арагон, Барселона) та Португалія, під владою маврів залишилися тільки землі на самому півдні. Едуард I Довгоногий є королем Англії (до 1307), Вацлав II — королем Богемії (до 1305), а королем Данії — Ерік VI (до 1319).
Руські землі перебувають під владою Золотої Орди. У Галицько-Волинське князівство очолює Юрій Львович, Андрій Олександрович Городецький править у Володимиро-Суздальському князівстві (до 1304). У Великопольщі править Вацлав II.
Монгольська імперія займає більшу частину Азії, але вона розділена на окремі улуси, що воюють між собою. У Китаї, зокрема, править монгольська династія Юань. У Єгипті владу утримують мамлюки. Мариніди правлять у Магрибі. Делійський султанат є наймогутнішою державою Північної Індії, а на півдні Індії панують держава Хойсалів та держава Пандья. В Японії триває період Камакура.
Цивілізація мая переживає посткласичний період. Почала зароджуватися цивілізація ацтеків.

## Події
- Засновано Галицьку митрополію.
- Московським князем став Юрій Данилович.
- Повсталі фламандці завдали нової поразки французам у битві біля міста Арк.
- Папа римський Боніфацій VIII заснував Римський університет Ла Сапієнца.
- 7 вересня, у місті Ананьї, Гійом Ногаре, один із сподвижників короля Франції Філіпа IV Красивого, заарештував папу римського Боніфація VIII, щоб завадити йому відлучити від церкви французького монарха. Папа пробув у полоні кілька годин, доки мешканці Ананьї його не звільнили. Однак, менш ніж через місяць після полону Боніфацій VIII помер.
- 22 вересня новим папою римським обрано генерала ордену домініканців Нікколо Боккасіні, котрий прийняв ім'я Бенедикта XI.
- Англія та Франція уклали в Парижі мир, за яким Гасконь поверталася у володіння англійського короля.
- Англійський король Едуард I Довгоногий відновив військові дії в Шотландії проти Вільяма Воллеса.
- Єгипетські мамлюки завдали ще одної поразки військам монгольського ільхана в Сирії. Надалі монголи вже не робили спроб перейти Євфрат.
- Делійський султан Алауддін Хілджі захопив місто Чіттор у Північній Індії.
- Хан Чагатайського улусу Дува визнав сюзеренітет династії Юань.
- 120 чисячне військо Чагатайського улусу підступило до Делі, однак не змогло взяти місто й відійшло.

## Померли
- 11 вересня — Папа римський Боніфацій VIII помер від апоплексичного удару.